# Jacques Turcot
Jacques Turcot (* 26. Oktober 1914 in Quebec; † 9. April 1977 ebenda) war ein kanadischer Chirurg. Nach Turcot benannt ist das Turcot-Syndrom, eine erbliche Tumorerkrankung, bei der es zur Ausbildung von Darm- und Hirntumoren kommt.

## Leben
Jacques Turcot arbeitete am Hôtel Dieu de Quebec hospital und der Université Laval in Québec.